# Illiesonemoura alabeli
Illiesonemoura alabeli är en bäcksländeart som först beskrevs av Zhiltzova 1971.  Illiesonemoura alabeli ingår i släktet Illiesonemoura och familjen kryssbäcksländor. Inga underarter finns listade i Catalogue of Life.